# Chiedi alla polvere (film)
Chiedi alla polvere (Ask the Dust) è un film del 2006, diretto da Robert Towne, con protagonisti Colin Farrell e Salma Hayek, trasposizione cinematografica dell'omonimo romanzo di John Fante. Il film racconta dell'intensa storia d'amore tra lo scrittore italo-americano Arturo Bandini e la cameriera messicana Camilla Lopez, sullo sfondo di una Los Angeles anni trenta, in piena Grande depressione.

## Trama
Anni Trenta. Arturo Bandini, giovane scrittore statunitense figlio di immigrati italiani, ha lasciato il Colorado per trasferirsi a Bunker Hill, un quartiere di Los Angeles. Alloggia in un albergo gestito dalla signora Hargraves, che non accetta ebrei e messicani nelle proprie camere, ed entra in contatto con altri ospiti dell'albergo, fra cui Hellfrick. La sua vita, fino ad allora incentrata sui suoi racconti (sua unica fonte di felicità) viene completamente sconvolta dalla bellissima Camilla Lopez, una cameriera messicana analfabeta incontrata al Caffè Columbia.
Arturo, in ristrettezze economiche, si sente subito attratto dalla ragazza, così diversa da lui. Camilla, invaghitasi di Arturo, continua a frequentare Sammy, il barista del Columbia, con il quale esce soltanto per ottenere un cognome americano. Non riuscendo a conquistare Camilla, Arturo conosce Vera Rivkin, una donna ebrea con il corpo rovinato dalle ustioni, e trascorre un pomeriggio a casa sua, al mare. In seguito a un terremoto però, Vera muore, e Arturo ritorna a Bunker Hill.
Tornato all'albergo trova Camilla in camera sua, con un occhio nero: capisce immediatamente che è stata picchiata da Sammy (ora affetto da tisi) e la lascia dormire nella sua stanza. La mattina dopo parte con lei verso la costa, deciso a portarla al mare per un po'. Strada facendo, Arturo scopre che Camilla si droga con la marjiuana e la fa giurare su Dio di non toccare mai più l'erba. Arrivati alla spiaggia, Camilla è di nuovo felice: si sistemano in una meravigliosa casetta in riva al mare e acquistano un cagnolino, cui danno il nome di Willy. Finalmente sono liberi di vivere il loro sentimento, lontani dai pregiudizi degli americani, e trascorrono i loro giorni d'amore, nei quali Arturo continua a lavorare al romanzo e insegna a leggere a Camilla.
Quando però, una sera, vanno insieme al cinema, Arturo scopre che Camilla non ha mai smesso di drogarsi, i due litigano, e la ragazza lo lascia solo in mezzo alla strada dopo avergli rinfacciato di vergognarsi di lei, perché messicana, e avergli confessato di essere convinta che lui non l'avrebbe mai sposata. Arturo cerca Camilla per molti mesi, senza mai riuscire a trovarla, ed entra così in depressione. Un giorno però riceve una lettera da Sammy, che lo avvisa della presenza di Camilla, in fin di vita nella sua baracca, e gli chiede di passare a prenderla prima che muoia.
Arturo allora parte velocemente verso la destinazione, e arrivato alla baracca, trova Camilla sola. Solo allora capisce di essere stato stupido a non averle mai detto quanto la amasse, e finalmente riesce a dirglielo, chiedendole di sposarlo. Camilla, felice accetta, e gli risponde che anche lei lo ama, gli chiede poi di stringerla e di non lasciarla mai. Mentre Arturo la stringe e le promette di portarla da un dottore, la sua amata muore. Allora Arturo la seppellisce in un campo di sabbia attorno alla baracca, pianta una croce e se ne va.
Tempo dopo, terminato il suo romanzo, torna nel campo, alla ricerca del luogo in cui aveva sepolto Camilla, ma non c'è più traccia della croce, e non riesce a trovare il terreno dove aveva sepolto la sua amata. Così, parla ad alta voce, a Camilla, spiegandole quanto la ama, e la amerà sempre, quanto sia stato stupido e arrogante in passato con lei, e quanto se ne vergogni. Lancia così il suo libro, con una dedica per l'amata (A Camilla Lopez, con amore. Arturo Bandini) nel campo, tra la sabbia, e se ne va. Per sempre.

## Produzione

### Riprese
Il film è stato girato in Sudafrica a Cape Town e negli Stati Uniti a Los Angeles.

## Promozione
(Logline del film)

## Colonna sonora
La colonna sonora, oltre ai principali motivi composti da Heitor Pereira e Ramin Djawadi, comprende i seguenti brani:
- "Blue Drag"

Eseguita da Django Reinhardt
- "Gloomy Sunday"

Eseguita da Artie Shaw e la sua orchestra
- "I Don't Want to Set the World on Fire"

Eseguita da Jess Harnell
- "Dames"

Musica di Harry Warren

## Distribuzione

### Data di uscita
- USA: 2 febbraio 2006 (Santa Barbara International Film Festival)
- USA: 10 marzo 2006 (Los Angeles)
- USA: 10 marzo 2006 (New York)
- USA: 17 marzo 2006 (limited)
- Thailandia: 13 aprile 2006
- Turchia: 14 aprile 2006
- Italia: 28 aprile 2006
- Spagna: 12 maggio 2006
- UK: 2 giugno 2006
- Irlanda: 2 giugno 2006
- Brasile: 9 giugno 2006
- Repubblica Ceca: 15 giugno 2006
- Grecia: 15 giugno 2006
- Paesi Bassi: 22 giugno 2006
- Russia: 30 giugno 2006
- Singapore: 20 luglio 2006
- Argentina: 10 agosto 2006
- Portogallo: 10 agosto 2006
- Slovacchia: 17 agosto 2006
- Belgio: 23 agosto 2006
- Francia: 30 agosto 2006
- Hong Kong: 7 settembre 2006 (limited)
- Ungheria: 14 settembre 2006
- Germania: 9 novembre 2006 (DVD première)
- Messico: 17 novembre 2006
- Polonia: 8 dicembre 2006
- Serbia: 10 dicembre 2006 (TV première)
- Venezuela: 29 dicembre 2006 (Caracas)
- Islanda: 22 febbraio 2007 (DVD première)
- Svezia: 9 maggio 2007 (DVD première)
- Panama: 18 maggio 2007
- Colombia: 22 giugno 2007

## Accoglienza

### Incassi
Il film, dal budget molto basso, ha incassato $742,614 negli Stati Uniti.

## Riconoscimenti
- Festival cinematografico internazionale di Mosca 2006
  - Nomination Golden St. George a Robert Towne